# José María Pando
Pour les articles homonymes, voir Pando.
José María Pando de la Riva y Ramírez de Laredo (Lima, 28 mars 1787 – Madrid, 23 novembre 1840) fut un homme d'État et diplomate hispano-péruvien, secrétaire d'État du royaume d'Espagne sous le règne de Ferdinand VII, du 13 mai au 29 août 1823. 
Il fut également ministre de l'économie puis ministre plénipotentiaire de la jeune république du Pérou nommé par Simón Bolívar en 1825, puis plusieurs fois ministre aux Affaires étrangères entre 1826 et 1834.

## Biographie
Fils de José Antonio Pando y de la Riva Fernández de Liencres, Ier comte de Casa Pando, et de Teresa Ramírez de Laredo, il étudie dans le séminaire des nobles de Madrid et entame une carrière de diplomate. Le 17 juillet 1802, il est envoyé à la légation espagnole à Parme, puis est muté à l'ambassade d'Espagne près le Saint-Siège le 24 décembre 1803 où il demeure jusqu'à la guerre d'indépendance espagnole en 1808. Il refuse de prêter serment à Joseph Bonaparte, intronisé roi d'Espagne – à l'instar de toute la représentation diplomatique espagnole à Rome – et est déporté de ce fait en France. 
Ayant pris la fuite, il se réfugie à Cadix en 1811. Il est envoyé à la légation espagnole à La Haye le 11 octobre 1815 puis à Lisbonne, le 21 mai 1820, et enfin à Paris le 8 décembre 1822. Le 13 mai 1823, il est nommé Secrétaire d'État durant le Triennat libéral jusqu'à sa démission survenue le 29 août 1823.
Considéré de tendance libérale en Espagne, et craignant les représailles de la réaction absolutiste de Ferdinand VII, il retourne au Pérou, sa patrie d'origine. Arrivé à Callao en juin 1824, il accepte de collaborer avec le libertador Simón Bolívar qui le nomme ministre de l'économie puis ministre plénipotentiaire au Congrès de Panama en 1826. Participant activement à la vie politique de la jeune république péruvienne, il est notamment ministre aux Affaires étrangères avec Bolívar du 18 mai 1826 au 30 janvier 1827, puis est rappelé à ce même poste avec le président Agustín Gamarra en 1832. 
Tombé en disgrâce au Pérou, il profite d'une amnistie décrétée par le gouvernement espagnol en août 1835 pour revenir en Europe. Il est cependant déchu de sa nationalité espagnole et privé de ses droits par José María Calatrava, le président du Conseil des ministres. Le 7 octobre 1837, il est restitué dans ses droits, bénéficiant d'une pension en tant que conseiller d'État.
Marié le 13 juin 1821 avec Rufina Álvarez de Acevedo y Salazar, Pando meurt à Madrid le 23 novembre 1840. Partisan de la monarchie constitutionnelle en Espagne, il prônait un système de « monarchie sans couronne » au Pérou, dernier pays où il est considéré comme l'un des maîtres à penser du conservatisme.